# Mancomunitat de municipis de la Serra del Rincón

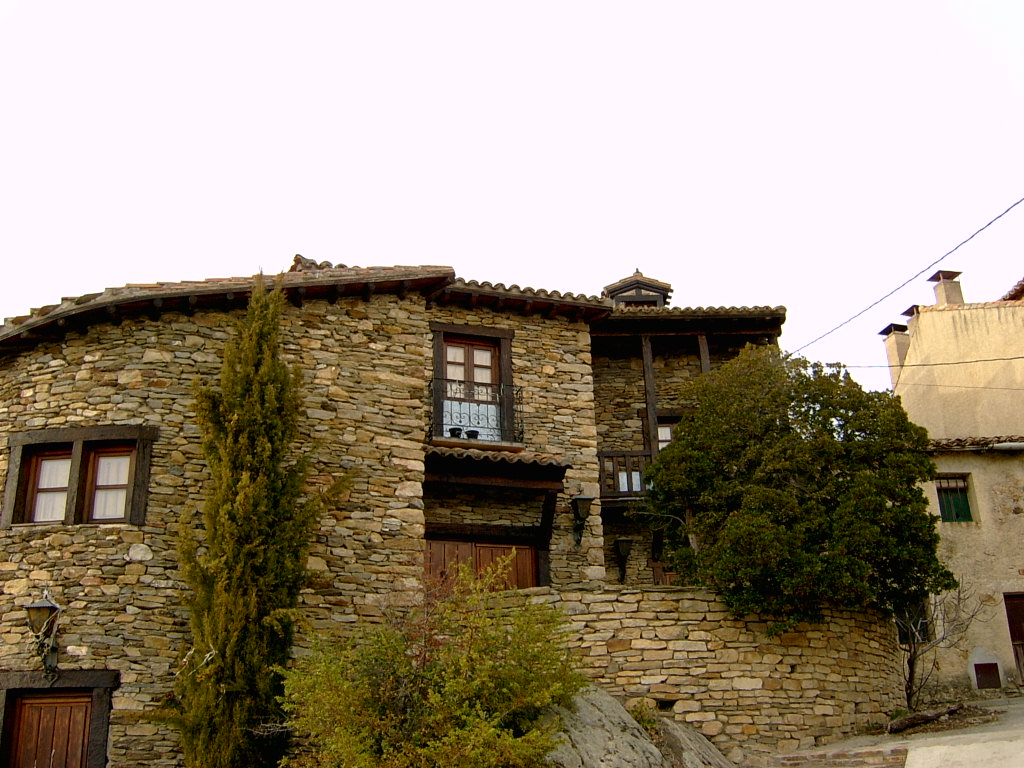
Arquitectura rural típica de la serra nord de la Comunitat de Madrid (Horcajuelo de la Sierra).

La Serra del Rincón és el nom d'una mancomunitat de municipis de la Comunitat de Madrid (Espanya). Està situada a l'extrem nord-oriental de la província de Madrid, limitant amb la Guadalajara i la formen els següents municipis: La Hiruela, Horcajuelo de la Sierra, Montejo de la Sierra, Prádena del Rincón i Puebla de la Sierra.
Aquesta mancomunitat s'encarrega dels serveis públics bàsics que són competència dels ajuntaments i que, per la seva mida reduïda, els resulta difícil prestar de manera separada. Aquests serveis són: 
Enllumenat públic.
Sanitat
Cementeris municipals.
Educació, cultura, esports, joventut, dona i serveis socials.
Desenvolupament local i gestió turística.
Servei contraincendis, protecció civil i objecció de consciència.
Conservació, explotació, defensa i difusió del medi natural.
Neteja viària
Transport.
Es tracta de municipis de marcada tradició ramadera, actualment amb poca població, però amb una gran riquesa basada en la importància dels seus recursos naturals i culturals
S'ha de mencionar especialment que dintre la mancomunitat hi neix el riu Cocinillas i el Hayedo de Montejo, declarat el 1974 Lloc Natural d'Interès Nacional i considerat un dels paratges més singulars de tota la Comunitat de Madrid
Tots els municipis que formen part de la mancomunitat compten amb importants mostres d'arquitectura tradicional, moltes de les quals han sigut rehabilitades i transformades en allotjaments pel seu aprofitament turístic. El turisme rural s'ha convertit en un dels principals recursos econòmics de la zona que compta amb abundants infraestructures i equipaments turístics.
La Unesco, a través del Consell Internacional de Coordinació del MaB (Programa Home i Biosfera), va reconèixer el 30 de juny de 2005 la Serra del Rincón com Reserva de la Biosfera. Amb aquesta declaració la Comunitat de Madrid aconsegueix la seva segona Reserva de la Biosfera.